# Алмада
Алма́да (порт. Almada; [aɫ'madɐ]) — город в Португалии, центр одноимённого муниципалитета в округе Сетубал. Численность населения — 101,5 тыс. жителей (город), 165,4 тыс. жителей (муниципалитет). Город входит в Лиссабонский регион, в субрегион Полуостров Сетубал. Входит в агломерацию Большой Лиссабон. По старому административному делению входил в провинцию Эштремадура.

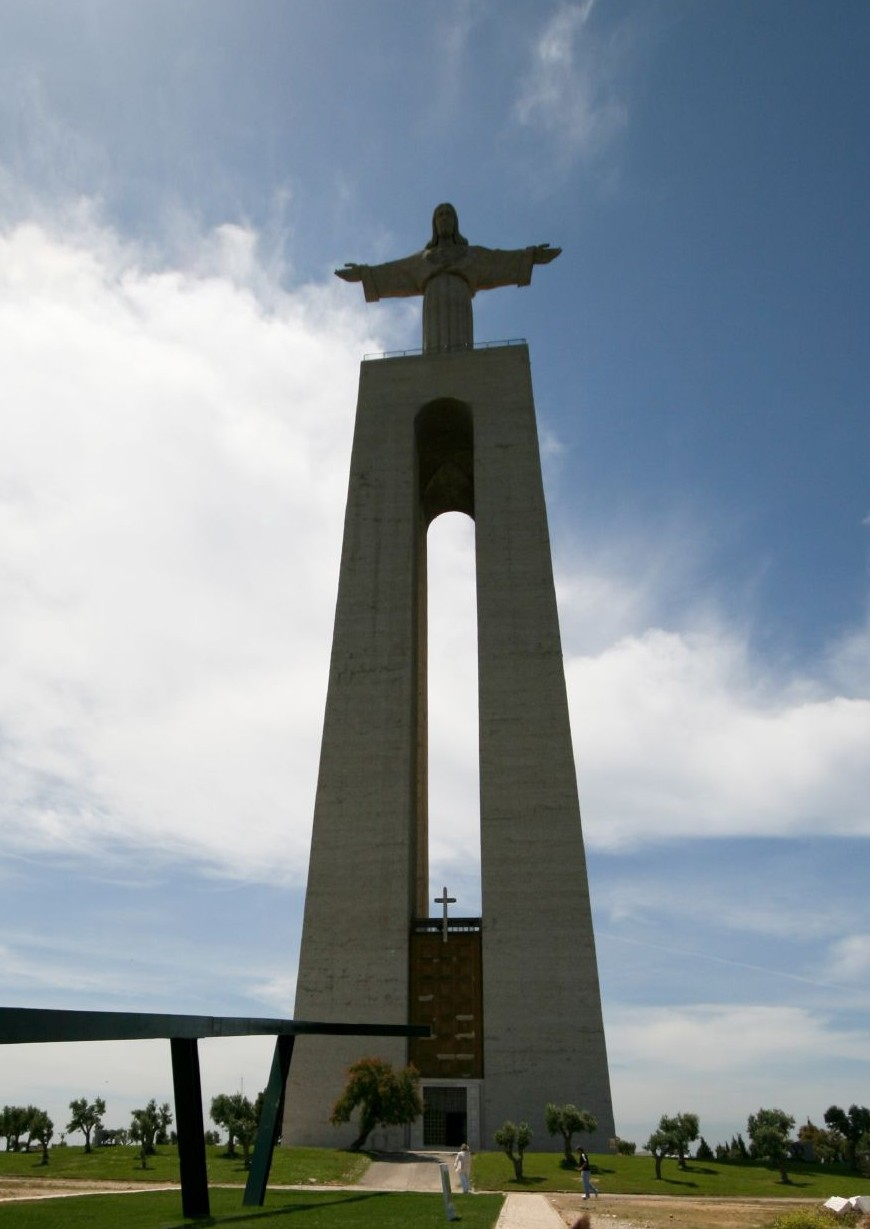
Монумент Кришту-Рей

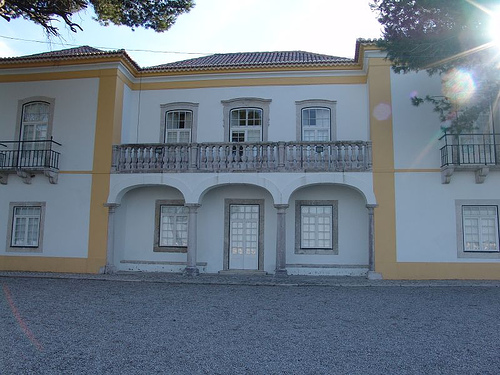
Музей Каза-да-Серка

## Расположение
Город расположен на южном берегу эстуария реки Тежу, напротив города Лиссабон, в 10 км от впадения реки в Атлантический океан. Сообщается с Лиссабоном через большой мост и через регулярный паром.
Муниципалитет граничит:
- на севере — эстуарий реки Тежу
- на востоке — муниципалитет Сейшал
- на юге — муниципалитет Сезимбра
- на западе — Атлантический океан
- на северо-западе — эстуарий реки Тежу

## Население
| Население муниципалитета Алмада (1801—2004) | Население муниципалитета Алмада (1801—2004) | Население муниципалитета Алмада (1801—2004) | Население муниципалитета Алмада (1801—2004) | Население муниципалитета Алмада (1801—2004) | Население муниципалитета Алмада (1801—2004) | Население муниципалитета Алмада (1801—2004) | Население муниципалитета Алмада (1801—2004) | Население муниципалитета Алмада (1801—2004) |
| ------------------------------------------- | ------------------------------------------- | ------------------------------------------- | ------------------------------------------- | ------------------------------------------- | ------------------------------------------- | ------------------------------------------- | ------------------------------------------- | ------------------------------------------- |
| 1801                                        | 1849                                        | 1900                                        | 1930                                        | 1960                                        | 1981                                        | 1991                                        | 2001                                        | 2004                                        |
| 13363                                       | 6440                                        | 15 764                                      | 23 694                                      | 70 968                                      | 147 690                                     | 151 783                                     | 160 825                                     | 165 363                                     |

## История
Город основан в 1190 году.

## Районы
| Фрегезии (районы) муниципалитета Алмада | Фрегезии (районы) муниципалитета Алмада | Фрегезии (районы) муниципалитета Алмада | Фрегезии (районы) муниципалитета Алмада | Фрегезии (районы) муниципалитета Алмада | Фрегезии (районы) муниципалитета Алмада | Фрегезии (районы) муниципалитета Алмада |
| --------------------------------------- | --------------------------------------- | --------------------------------------- | --------------------------------------- | --------------------------------------- | --------------------------------------- | --------------------------------------- |
| №                                       | Наименование                            | Оригинальное наименование               | Кол-во жителей чел.(2001)               | Территория км²                          | Плотность чел./км²                      | Почтовый индекс                         |
| 1                                       | Алмада                                  | Almada                                  | 19 514                                  | 1,42                                    | 13742,25                                | 2800-000 ALMADA                         |
| 2                                       | Касильяш                                | Cacilhas                                | 6 970                                   | 0,97                                    | 7185,57                                 | 22800-000 CACILHAS                      |
| 3                                       | Капарика                                | Caparica                                | 19 327                                  | 10,71                                   | 1804,58                                 | 2825-000 CAPARICA                       |
| 4                                       | Шарнека-де-Капарика                     | Charneca de Caparica                    | 20 419                                  | 22,33                                   | 914,42                                  | 2825-000 CHARNECA DA CAPARICA           |
| 5                                       | Кошта-да-Капарика                       | Costa da Caparica                       | 11 707                                  | 10,88                                   | 1076,01                                 | 2825-000 COSTA DA CAPARICA              |
| 6                                       | Кова-да-Пиедади                         | Cova da Piedade                         | 21 154                                  | 1,28                                    | 16526,56                                | 2800-000 COVA DA PIEDADE                |
| 7                                       | Фейжо                                   | Feijó                                   | 16 072                                  | 4,2                                     | 3826,67                                 | 2810-000 FEIJO                          |
| 8                                       | Ларанжейру                              | Laranjeiro                              | 21 175                                  | 3,66                                    | 5785,52                                 | 2810-000 LARANJEIRO                     |
| 9                                       | Прагал                                  | Pragal                                  | 7 721                                   | 2,21                                    | 3493,67                                 | 2800-000 PRAGAL                         |
| 10                                      | Собреда                                 | Sobreda                                 | 10 821                                  | 6,49                                    | 1667,33                                 | 2825-000 SOBREDA DA CAPARICA            |
| 11                                      | Трафария                                | Trafaria                                | 5 946                                   | 5,83                                    | 1019,9                                  | 2825-000 TRAFARIA                       |

## Достопримечательности
В 1583 году в городе умер португальский путешественник-иезуит Фернан Мендиш Пинту, автор книги «Странствия» (1614), в которой он подробно описал свои 30-летние приключения в Индии, Мьянме, Таиланде, Вьетнаме, Малайзии, Индонезии, Китае и Японии. В XX в. ему здесь был поставлен памятник.